# Placca delle Kermadec

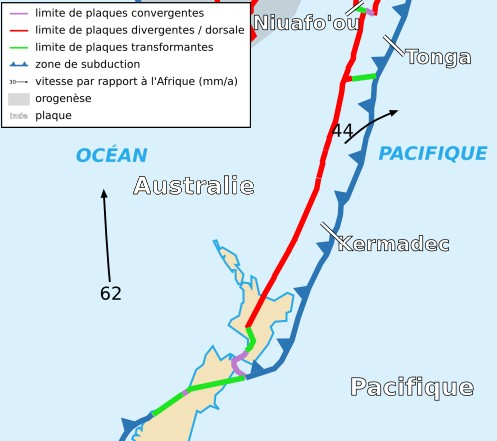
Collocazione della placca Kermadec

La placca delle Kermadec (o placca Kermadec) è una placca tettonica della litosfera terrestre. Ha una superficie di 0,01245 steradianti ed è associata alla placca australiana. 

## Caratteristiche
È situata nella parte occidentale dell'Oceano Pacifico e copre le Isole Kermadec e l'Isola Nord della Nuova Zelanda.
La placca delle Kermadec è in contatto con la placca delle Tonga, la placca pacifica e la placca australiana. I suoi margini con le altre placche sono formati dalla fossa delle Kermadec, sulla costa orientale delle Kermadec, e dalla fossa di Hikurangi sulla costa orientale dell'Isola Nord. 
La placca si sposta con una velocità di rotazione di 2,831° per milione di anni secondo un polo euleriano situato a 47°52' di latitudine nord e 3°12' di longitudine ovest.
Il 30 settembre 2013 è stato registrato un terremoto di magnitudine 6,7 e con epicentro a 50 km a nord di Esperance Rock, senza tuttavia sviluppo di tsunami. Si ritiene che tale sisma sia in connessione con lo spostamento della placca.